# Ballot screen
Ballot screen je výsledek souboje firmy Opera Software ASA vůči Microsoftu a jeho prohlížeči Internet Exploreru. Firmě Opera se nelíbilo, že uživatel operačního systému Windows nemá svobodnou volbu internetového prohlížeče, protože každý operační systém má již předinstalovaný prohlížeč Internet Explorer.
Opera Software tedy uspěla u Evropské komise se svou stížností na zneužití monopolního postavení firmy Microsoft. Výsledkem se na počátku roku 2010 stal tzv. ballot screen („volební obrazovka“), tedy nabídka na výběr výchozího internetového prohlížeče. Tuto nabídku bylo možné nalézt též na adrese www.browserchoice.eu.
Do této nabídky se dostalo celkem 11 internetových prohlížečů, avšak pouze 5 nejsilnějších je vidět na první pohled. Zbytek prohlížečů je skryt za posuvníkem. Pořadí 5 nejsilnějších prohlížečů je náhodné, avšak Microsoft již musel řešit problém s tímto náhodným generováním pořadí. Jeho náhodnostní algoritmus totiž upřednostňoval na první pozici paradoxně Google Chrome. Microsoft distribuuje Ballot screen do počítačů pomocí služby Windows Update jako klasickou aktualizaci systému Windows.
Evropská komise pro interoperabilitu (ECIS) vydala tiskové prohlášení , ve kterém apelovala na ostatní orgány po celém světě, aby také vyžadovaly od firmy Microsoft možnost volby prohlížeče v operačním systému Windows.
Dohoda mezi Microsoftem a Evropskou komisí vypršela po pěti letech v prosinci 2014, aniž by měla významnější vliv na podíl prohlížečů mezi uživateli v Evropské unii. Microsoft přestal volbu prohlížeče nabízet a později přestal fungovat i související web. Za nedůsledné dodržování dohody v době její platnosti (některým uživatelům Windows 7 Service Pack 1 se volba 14 měsíců nenabízela) však musela společnost zaplatit pokutu 561 milionů eur.

## Seznam prohlížečů v Ballot screenu
- Internet Explorer
- Mozilla Firefox
- Opera
- Google Chrome
- Safari
- Flock
- Maxthon
- Avant Browser
- Sleipnir
- K-Meleon
- GreenBrowser
- SlimBrowser
- Lunascape
- SRWare Iron